# گای ناتیو
گای ناتیو (به عبری: גיא נתיב‎، زادهٔ ۲۴ مهٔ ۱۹۷۳) کارگردان، فیلمنامه‌نویس و تهیه‌کننده اهل اسرائیل است که در ایالات متحده آمریکا کار و زندگی می‌کند. فیلم او پوست (۲۰۱۸) یک اسکار برای بهترین فیلم کوتاه در نود و یکمین دورهٔ آن دریافت کرده‌است. از مهٔ ۲۰۲۱، ناتیو و موشه میزراهی تنها کارگردانان اهل اسرائیل هستند که برندهٔ جایزه اسکار شده‌اند.

## فیلم‌شناسی
| سال  | عنوان                  | یادداشت‌ها  | کارگردان | نویسنده | تهیه‌کننده | جوایز                                                                                             | منبع                      |
| ---- | ---------------------- | ---------- | -------- | ------- | --------- | ------------------------------------------------------------------------------------------------- | ------------------------- |
| ۲۰۰۲ | طغیان (Mabul)          | فیلم کوتاه | آری      | آری     | آری       | بهترین فیلم کوتاه در جشنواره بین‌المللی فیلم برلین                                                 | [ ۶ ] [ ۷ ]               |
| ۲۰۰۳ | غریبگان (Strangers)    | فیلم کوتاه | آری      | آری     | آری       | جایزهٔ بریتانیا برای بهترین فیلم در جشنوارهٔ فیلم کوتاه آسپن، جایزهٔ بینندگان در جشنواره فیلم ساندنس | [ ۸ ] [ ۹ ] [ ۱۰ ] [ ۱۱ ] |
| ۲۰۰۶ | خارج از خط (Offside)   | فیلم کوتاه | آری      | آری     | آری       | جایزهٔ دفتر ملی فیلم‌برداری رومانی در جشنوارهٔ جهانی فیلم کوتاه آلترناتیو                            | [ ۱۲ ] [ ۱۳ ] [ ۱۴ ]      |
| ۲۰۰۷ | غریبگان                | فیلم       | آری      | آری     | نه        | نامزد جایزه بزرگ هیئت داوران در جشنواره فیلم ساندنس ۲۰۰۸                                          | [ ۱۵ ]                    |
| ۲۰۱۰ | طغیان                  | فیلم       | آری      | آری     | نه        | بهترین فیلم در جشنواره بین‌المللی فیلم حیفا، ذکر افتخاری در جشنواره بین‌المللی فیلم برلین ۲۰۱۱      | [ ۱۶ ] [ ۱۷ ] [ ۱۸ ]      |
| ۲۰۱۴ | مرد جادویی (Magic Men) | فیلم       | آری      | آری     | نه        | جایزه اوفیر برای بهترین بازیگر مرد                                                                | [ ۱۹ ] [ ۲۰ ]             |
| ۲۰۱۸ | پوست                   | فیلم       | آری      | آری     | آری       |                                                                                                   | [ ۲۱ ] [ ۲۲ ]             |
| ۲۰۱۸ | پوست                   | فیلم کوتاه | آری      | آری     | آری       | جایزه اسکار بهترین فیلم کوتاه                                                                     | [ ۲۳ ] [ ۲۴ ]             |
| ۲۰۲۳ | گلدا                   | فیلم       | آری      | نه      | نه        |                                                                                                   | [ ۲۵ ]                    |
| ۲۰۲۳ | تاتامی                 | فیلم       | آری      | آری     | آری       |                                                                                                   | [ ۲۶ ]                    |